# ماهامان عثمان
ماهامان عثمان (انگلیسی: Mahamane Ousmane؛ زادهٔ ۲۰ ژانویهٔ ۱۹۵۱) سیاستمدار اهل نیجر است. وی از ۱۶ آوریل ۱۹۹۳ تا ۲۷ ژانویه ۱۹۹۶ رئیس‌جمهور این کشور بود.